# Wayne Williams
Wayne Williams (Atlanta, 27 de mayo  de 1958) es un asesino en serie estadounidense. Actualmente, se encuentra cumpliendo cadena perpetua por el asesinato de dos adultos  en Atlanta en 1981. La policía cree que Williams es el responsable de la muerte de al menos 23 de los 30 infanticidios ocurridos en Atlanta entre 1979 y 1981. Williams nunca fue juzgado por los infanticidios y hasta la fecha insiste en su inocencia. Los asesinatos se detuvieron después de su arresto.

## Biografía
Wayne Williams nació el 27 de mayo de 1958, hijo de Homer y Faye Williams, ambos maestros. Williams empezó a desarrollar un fuerte interés por la radio y el periodismo tras graduarse de la secundaria. Construyó su propia estación radial casera y empezó a frecuentar emisoras como la WIGO y la WAOK, donde demostró su interés de convertirse en productor discográfico.

## Arresto y juicio
Williams se convirtió en sospechoso de los asesinatos de Atlanta en mayo de 1981, cuando un equipo policial que vigilaba un puente sobre el río Chattahoochee (un lugar donde se habían descubierto varios cadáveres de víctimas), escuchó un «fuerte chapoteo», sugiriendo que algo había sido arrojado desde el puente. El primer automóvil en salir del puente a las dos de la madrugada pertenecía a Williams. Cuando lo detuvieron e interrogaron, le dijo a la policía que iba a verificar una dirección en un pueblo vecino antes de una audición a la mañana siguiente con una joven cantante llamada Cheryl Johnson. Sin embargo, tanto el número de teléfono que dio a la policía como el nombre de Cheryl Johnson resultaron ser ficticios.
Dos días después, el 24 de mayo, el cuerpo desnudo de Nathaniel Cater, de 27 años, fue descubierto en el río. El médico forense dictaminó que había muerto de asfixia, pero nunca dijo específicamente que había sido estrangulado. La policía sospechó que Williams había matado a Cater y que su cuerpo era la fuente del sonido que escucharon cuando su auto cruzó el puente. Williams posteriormente reprobó tres pruebas de polígrafo, y se encontró que los cabellos y fibras recuperados del cuerpo de otra víctima, Jimmy Ray Payne, eran compatibles con los de su casa, su auto y su perro. Compañeros de trabajo dijeron a la policía que habían visto a Williams con rasguños en la cara y los brazos en el momento de los asesinatos que, según los investigadores, podrían haber sido infligidos por las víctimas durante una lucha. Williams dio una conferencia de prensa en las inmediaciones de su casa con el fin de proclamar su inocencia, ofreciéndose como voluntario para declarar que había fracasado en las pruebas del polígrafo - un hecho que habría sido inadmisible en la corte. Fue arrestado el 21 de junio de 1981, por los asesinatos de Cater y Payne.
El juicio de Williams comenzó el 6 de enero de 1982 en el condado de Fulton. Durante el juicio de dos meses, los fiscales compararon diecinueve fuentes diferentes de fibras de la casa y el auto de Williams —su colcha, baño, guantes, ropa, alfombras, perro y una inusual fibra de alfombra trilateral— con un número de víctimas. Otras pruebas incluían el testimonio de testigos oculares que situaban a Williams con varias víctimas mientras estaban vivas, y las inconsistencias en los relatos de su paradero. Williams subió al estrado en su propia defensa, pero enajenó al jurado al enfadarse y volverse combativo. Después de doce horas de deliberación, el jurado lo declaró culpable el 27 de febrero de los asesinatos de Cater y Payne. Fue condenado a cadena perpetua.
A finales de la década de 1990, Williams presentó una petición de hábeas corpus y solicitó un nuevo juicio. El juez Hal Craig del Tribunal Superior del Condado de Butts negó su apelación. El fiscal general de Georgia, Thurbert Baker, afirmó que "aunque esto no pone fin al proceso de apelación, estoy satisfecho con los resultados del caso de hábeas» y que su oficina «seguirá haciendo todo lo posible para mantener la condena». A principios de 2004, Williams solicitó un nuevo juicio, argumentando sus abogados que los funcionarios encargados de hacer cumplir la ley encubrieron las pruebas de la participación del Ku Klux Klan y que las fibras de la alfombra que lo vinculan con los crímenes no resistirían el escrutinio científico. Un juez federal rechazó la solicitud de un nuevo juicio el 17 de octubre de 2006.
El 21 de marzo de 2019, la alcaldesa de Atlanta Keisha Lance Bottoms, y la jefa de policía Erika Shields, anunciaron que las autoridades volverían a probar las pruebas de los asesinatos, que serán recogidas por el Departamento de Policía de Atlanta, la Oficina del Fiscal de Distrito del Condado de Fulton y la Oficina de Investigación de Georgia. En una conferencia de prensa, la alcaldesa Bottoms afirmó: «Puede que no quede nada por probar. Pero creo que la historia nos juzgará por nuestras acciones y podremos decir que lo intentamos».

## En los medios
Williams es el principal antagonista en la segunda temporada de la serie de Netflix Mindhunter, una serie creada por Joe Penhall y con producción ejecutiva de David Fincher en la que sus personajes principales, dos agentes del FBI pioneros en el estudio de perfiles psicológicos criminales, fueron los responsables de la captura de Williams.